# El santuario no se rinde
El santuario no se rinde es una película española realizada en 1949, dirigida por Arturo Ruiz Castillo.

## Argumento
Mientras sube por la rampa que conduce al Santuario de Nuestra Señora de la Cabeza, Marisa recuerda los terribles días que pasó en él durante la Guerra Civil. Cuando las líneas republicanas empezaron a avanzar, Luis de Aracil la había llevado hasta el Santuario, defendido por los partidarios del alzamiento, donde estaría más segura.
Allí dirigía la defensa el capitán Cortés. Otra plaza cercana (el Palacio de Lugar Nuevo), también era defendida por las fuerzas sublevadas, hasta que se replegaron al Santuario. El Santuario era provisto de víveres por avión desde Córdoba y Sevilla, destacando en el abastecimiento el laureado capitán Carlos Haya. La mayor parte de los fallecidos fueron por la metralla de las bombas y el fuego frecuente de fusilería, aunque se cuenta que algunos asediados murieron a consecuencia de intoxicación por hierbas, con las que se alimentaban por falta de alimentos.
El 1 de mayo de 1937, tras una dura resistencia de más de nueve meses de continuado asalto, el Santuario fue tomado por las fuerzas republicanas. Se cuenta que la talla de la Virgen de la Cabeza fue escondida durante el asedio, y jamás se encontró.

## Ficha artística
- Alfredo Mayo (Luis de Aracil)
- Beni Deus
- Carlos Muñoz
- Casimiro Hurtado
- Eduardo Fajardo
- Fernando Fernández de Córdoba
- Fulgencio Nogueras
- Jacinto San Emeterio
- José María Lado
- Manuel Monroy
- Mary Lamar
- Modesto Blanch
- Pablo Álvarez Rubio
- Rafael Bardem
- Rufino Inglés
- Tomás Blanco (Capitán Cortés)
- Beatriz de Añara (Marisa)
- Boni Zaera
- Juanita Mansó
- José Villasante

## Comentarios
- El Hospital Capitán Cortés de la ciudad de Jaén, ha cambiado su nombre recientemente por el de Hospital Clínico.
- Lo mismo ocurrió hace algunos años con la calle Capitán Cortés de Albacete, que ahora es la avenida de la Circunvalación.
- La provincia de Jaén, en la mayor parte de su territorio, no fue conquistada por los rebeldes hasta casi finalizada la guerra civil. Esto supuso que fuera uno de los lugares donde más represalias sufrió la población partidaria del bando vencedor. Es por ello que el hecho representa, junto con el asedio del Alcázar de Toledo, un hito del orgullo de los partidarios del bando nacional.

## Premios
5.ª edición de las Medallas del Círculo de Escritores Cinematográficos
| Categoría             | Persona      | Resultado |
| --------------------- | ------------ | --------- |
| Mejor actor principal | Tomás Blanco | Ganador   |